# 保羅·桑德比

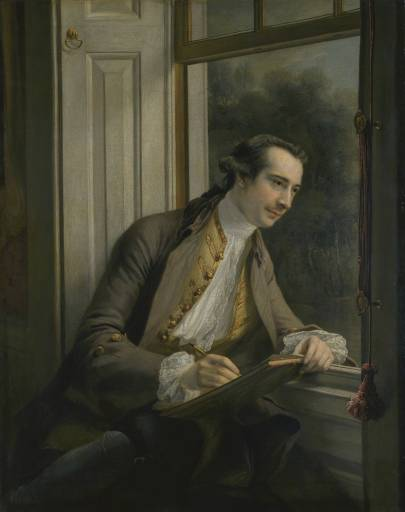
保羅·桑德比像，弗朗西斯·科特斯繪，1761年

保羅·桑德比 RA （1731年—1809年11月7日）是一位英格蘭畫家，他早年曾當過地圖繪製師，後來轉行做了風景畫家。他與哥哥托馬斯·桑德比一樣，是皇家藝術研究院的創始人之一。

## 生平

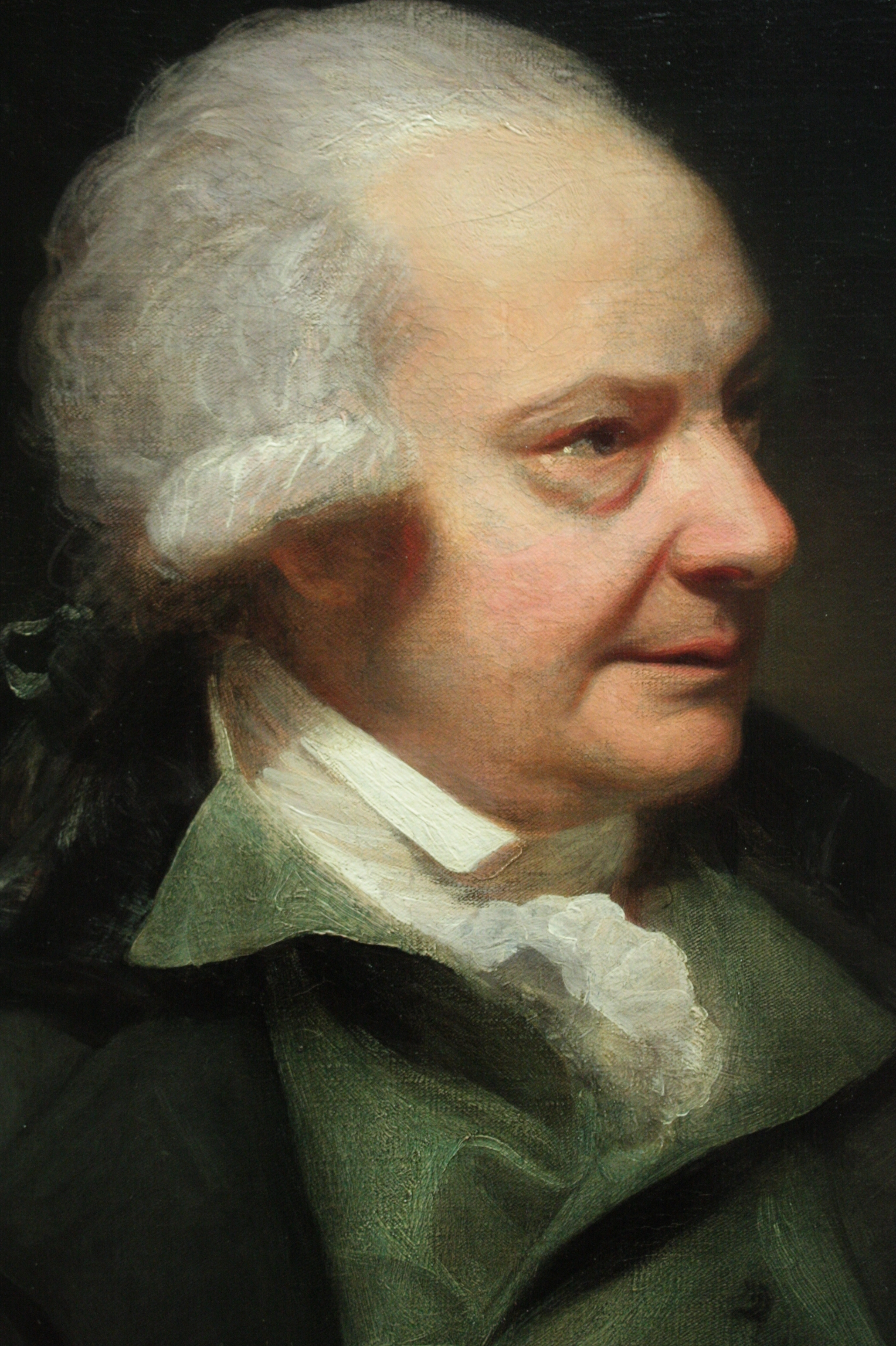
保羅·桑德比像，威廉·比奇繪，1789年

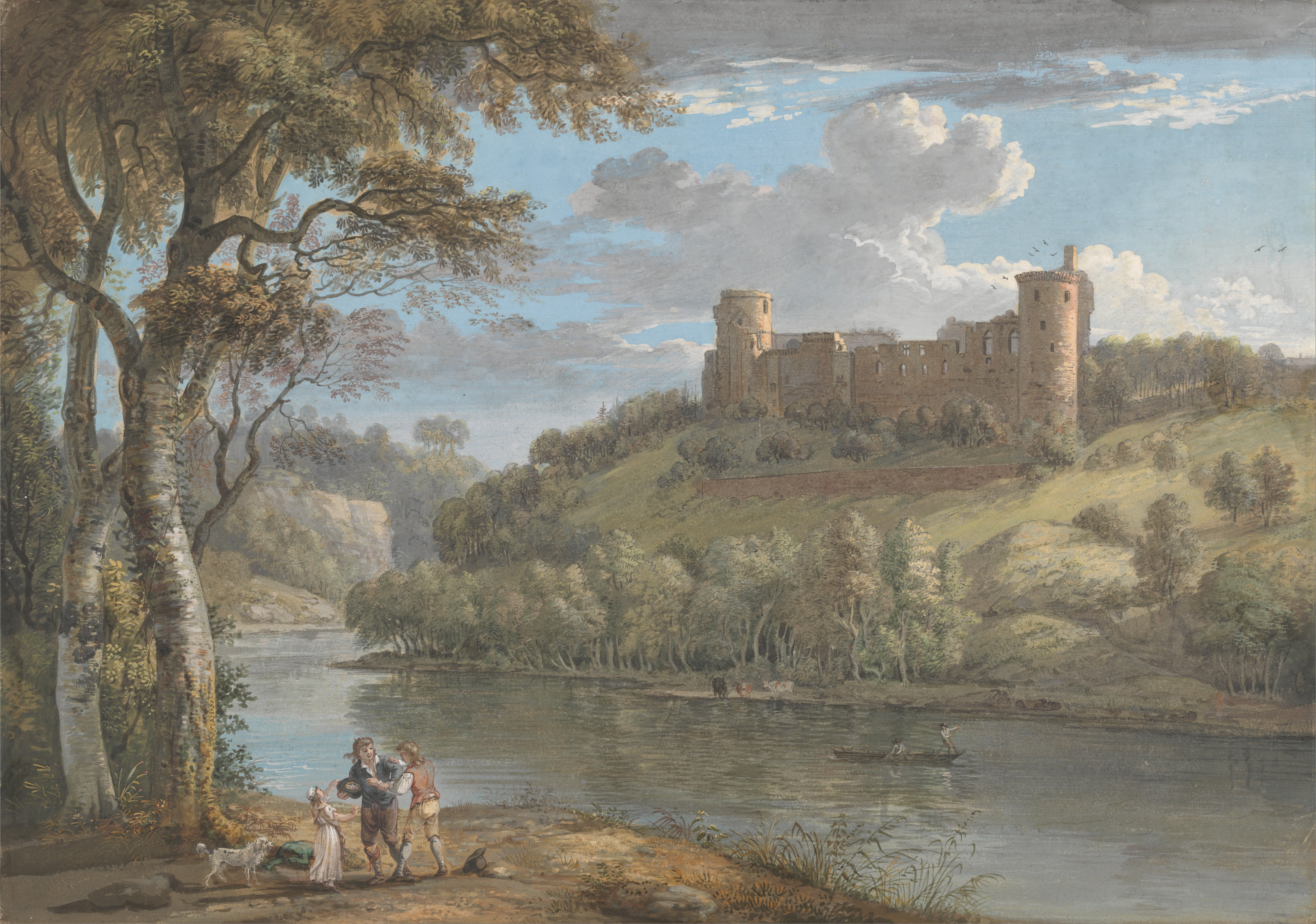
保羅·桑德比繪製的博思韋爾城堡，1777

桑德比出生於諾丁漢，出生時間為1731年或1725年。1745年他前往倫敦，和哥哥托馬斯一起在倫敦塔參加了軍隊繪圖部門的面試。1745年詹姆斯黨叛亂後，他作為繪圖師跟隨英軍前往蘇格蘭。在蘇格蘭工作的同時，他也會繪製一些風景畫。1751年離職之後轉行做了畫家，托馬斯·庚斯博羅很欣賞他的才能。他主要繪製的是英倫三島的景色。
1809年他在帕丁頓的自宅中去世，後來葬於汉诺威广场圣乔治教堂。